# Балада про пісню
«Балада про пісню» («Баллада о песне») — радянський телефільм 1981 року, знятий режисером Світланою Аннапольською на Творчому об'єднанні «Екран».

## Сюжет
Літературно-музична вистава втілює ідею Театру пісні. Музично-публіцистична розповідь про 1920-ті, 1940-ті і 1980-ті роки. Звучать пісні на вірші Роберта Рождественського. У фільмі брав участь московський ансамбль «Пластики та руху», ансамбль «Мелодія» під керуванням Георгія Гараняна, ансамбль скрипалів під керуванням Павла Овсянникова.

## У ролях
- Микола Олялін — Поет
- Роберт Рождественський — вступне слово
- Валентина Асланова — роль другого плану
- Ітта Сорська — Мати
- Алла Каштанова — епізод
- Валентина Ігнатьєва — епізод
- Ірина Гущова — епізод
- Юлія Колесник — дівчинка
- Олександр Кондрашов
- Віктор Сибілєв — епізод
- Віктор Незнанов — епізод
- Ігор Шароєв — епізод
- Олександр Разін — епізод
- Сергій Колесніков — епізод
- Павло Цитрінель — епізод
- Олександр Мінченко — епізод
- Ігор Силівьорстов — епізод

## Знімальна група
- Режисер — Світлана Аннапольська
- Сценаристи — Роберт Рождественський, Володимир Захаров
- Оператори — Володимир Полухін, Юрій Мартинов
- Композитори — Володимир Давиденко, Мікаел Тарівердієв, Давид Тухманов, Оскар Фельцман, Марк Фрадкін, Ігор Шамо, Арно Бабаджанян
- Художники — Фотіс Петровський, Гедрюс Мацкявічюс